# مبلغ مقطوع
مبلغ مقطوع (بالإنجليزية: lump sum)‏ هو دُفعة مالية واحدة بدلاً من الدفعات المالية المجزأة على دفعات زمنية (مثل الأقساط).
في عام 1911 أعرب بعض قادة الاتحادات الأمريكية، ومن ضمنهم صموئيل غمبر من اتحاد العمل الأمريكي عن معارضته منح أعضائه مبالغ مقطوعة بحسب نظام تعويضات العمال الجديد، قائلاً أن أعضاءه عندما يستلمون المبالغ المقطوعة فإن خطر تبذيرها بسرعة يكون أكبر مقارنة بالمبالغ التي تدفع على فترات زمنية دورية.